# بيت العبيد

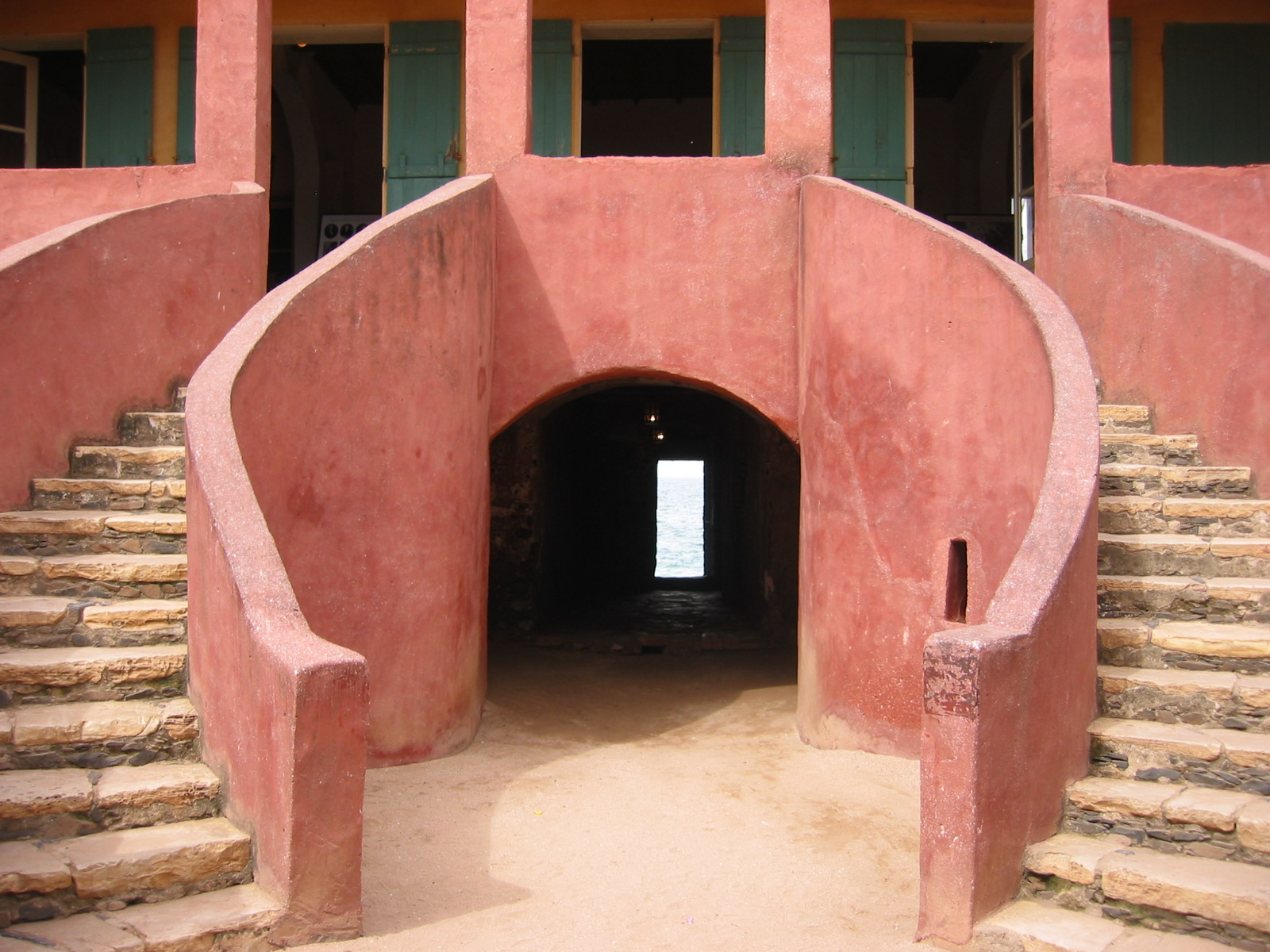

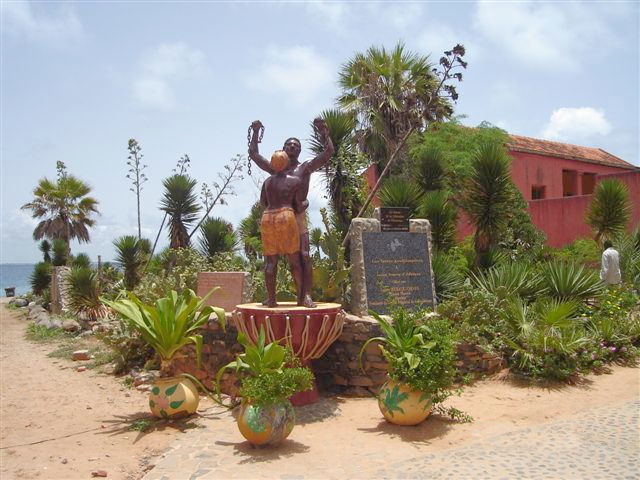
التماثيل واللوحات في ذكرى بيت العبيد (2006).

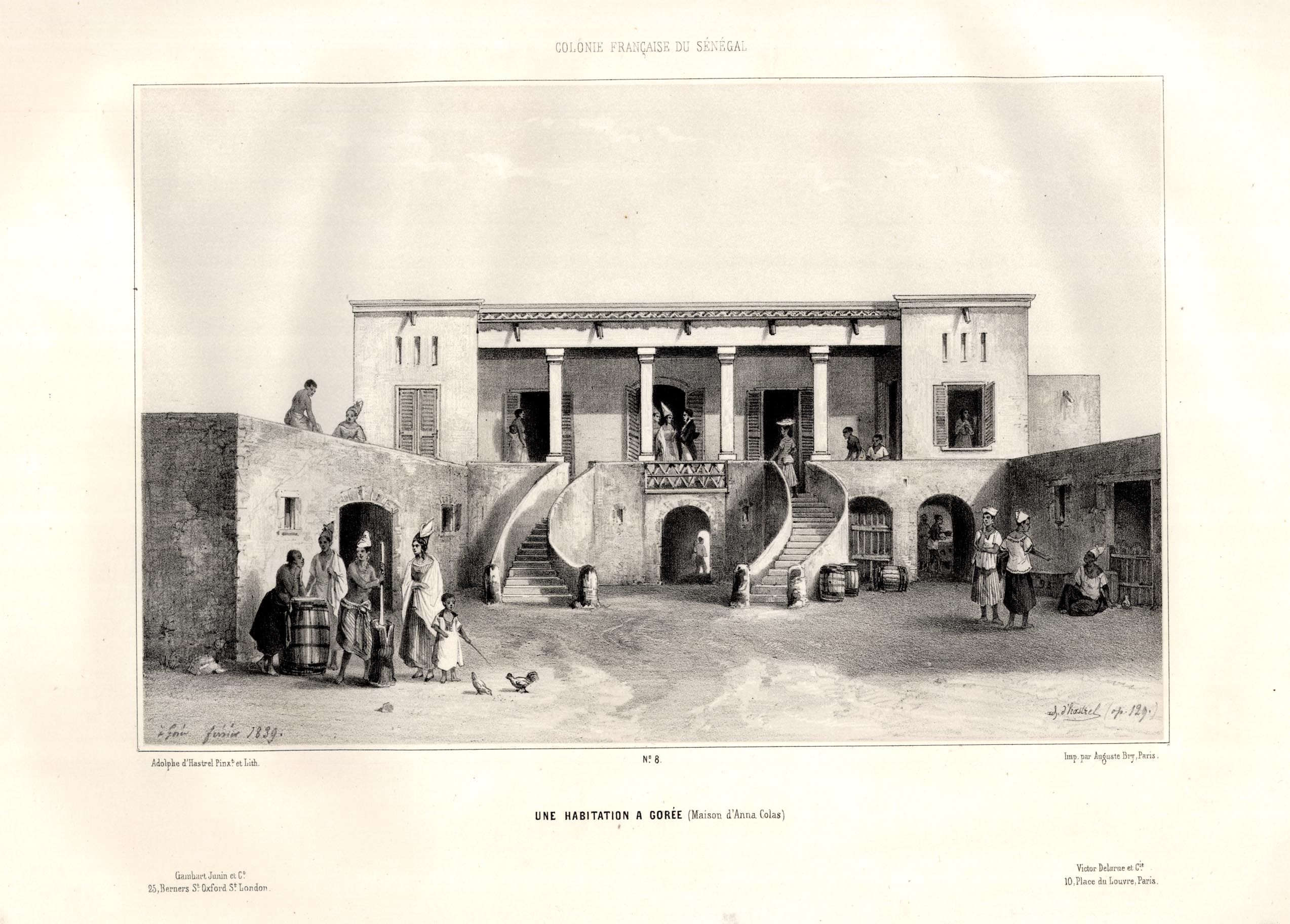
بيت العبيد الآن، تم تصور هذه الطبعة الفرنسية عام 1839 كبيت سيغنير آنا كولاس في غوريه، رسمها دي هاستريل دي ريفدوكس.

بيت العبيد والذي يوجد به باب اللاعودة عبارة عن متحف ونصب تذكاري لتجارة العبيد عبر الأطلنطي في جزيرة غوريه، على بعد 3 كم في طريق ساحل مدينة داكار السنغالية. افتتح البيت في عام 1962 ورُعيَ حتى وفاة بوبكر جوزيف ندياي في عام 2009، ويقال أن هذا العام هو الذكرى النهائية لخروج العبيد من إفريقيا. وبينما يختلف المؤرخون على عدد العبيد الأفارقة الذين أقاموا بالفعل في هذا المبنى، فضلا عن الأهمية النسبية لجزيرة غوريه كنقطة على تجارة العبيد، فإن الزائرين من إفريقيا وأوروبا والأمريكتين يواصلون جعله مكانا هاما لتذكر الخسائر البشرية نسبة  إلي الرق الإفريقي.

## النصب التذكاري
أعيد بناء بيت العبيد وافتُتح في عام 1962 كمتحف كبير من خلال عمل بوبكر جوزيف ندياي (1922 - 2009). كان ندياي مدافعًا عن كل من النصب التذكاري والإعلان حيث كانوا العبيد محتجزين في المبنى بأعداد كبيرة ومن هنا نُقلوا مباشرة إلى الأمريكتين. في نهاية المطاف أصبح أمين المتحف، ادعى ندياي أن أكثر من مليون عبد مر من خلال أبواب المنزل. وقد جعل هذا الاعتقاد المنزل جاذبًا سياحيا وموقعا للزيارات من جانب زعماء العالم إلى السنغال.

## الجدال الأكاديمي

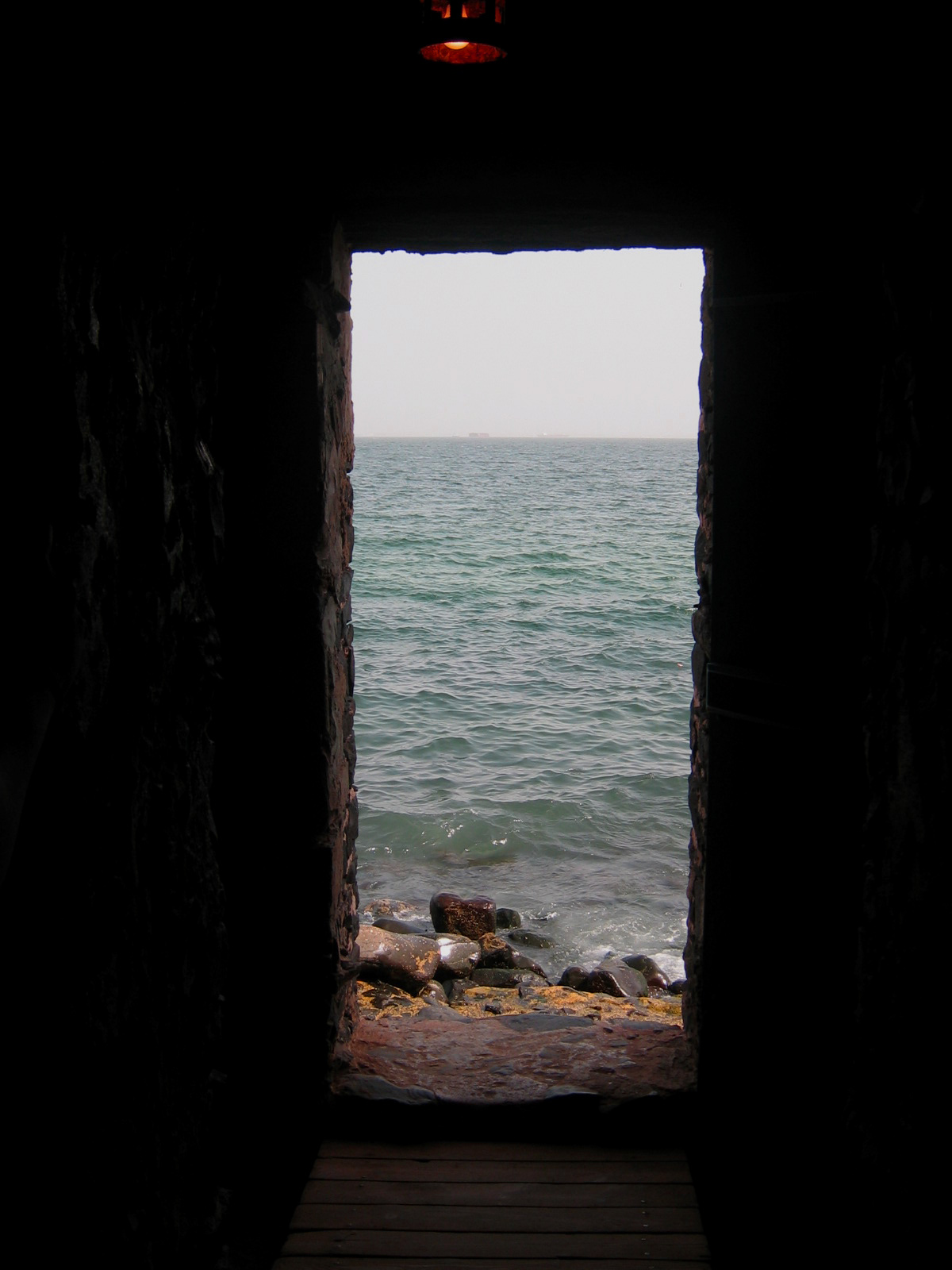
باب اللاعودة

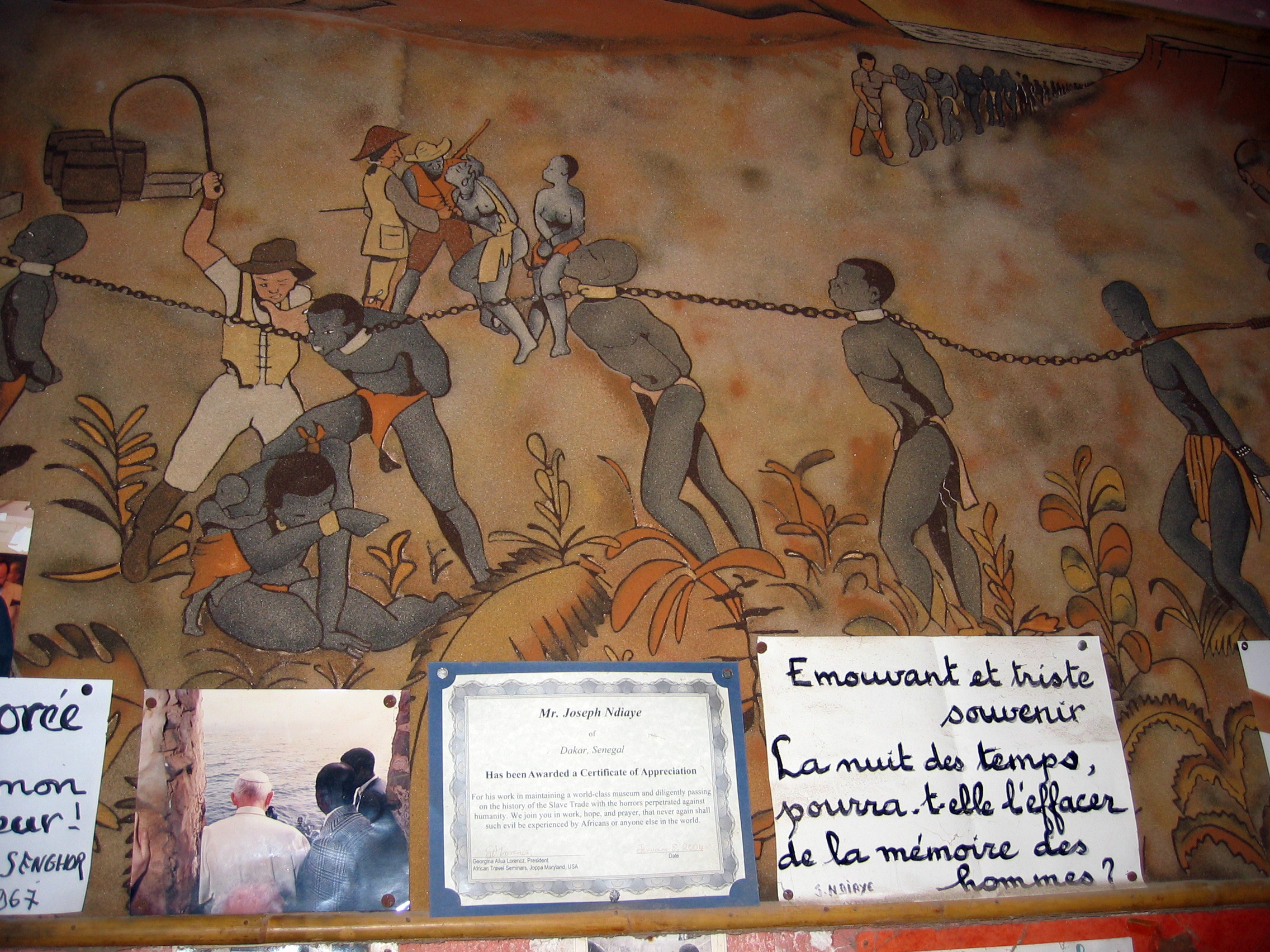
جدار في المتحف: صورة جدارية تصور العبيد الذين يسوقهم الأوروبيين في الأدغال الإفريقية، صورة جوزيف ندياي مع البابا يوحنا بولس الثاني هي صورة من الصور التي تغطي الجدران - بواسطة ندياي. هذا يُقرأ: الذاكرة المحزنة / ليلة من الأوقات / كيف سيتم محوها من ذكرى الرجال؟.

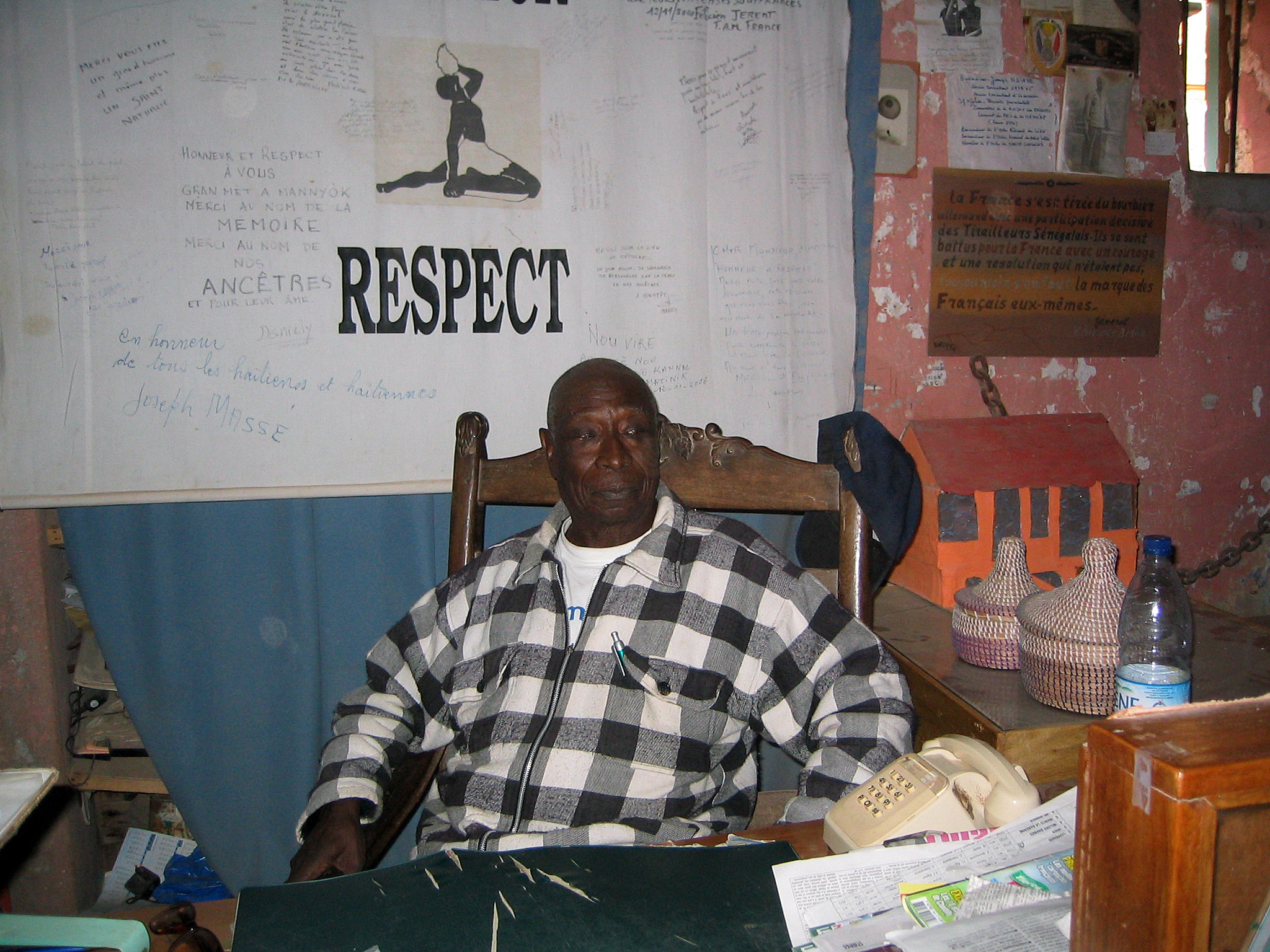
بوبكار جوزيف ندياي، أمين متحف الرق في جزيرة غوريه، السنغال، 2007

ومنذ الثمانينيات، قلل الأكاديميون من الدور الذي لعبته غوريه في تجارة الرقيق الأطلنطي، في حين عمد آخرون إلى تعظيمه، بحجة أنه من غير المرجح أن العديد من العبيد يمشون بالفعل عبر الباب، وأن غوريه نفسها كانت هامشية على تجارة الرقيق عبر المحيط الأطلنطي. وقد أكد ندياي والسنغاليون الآخرون أنهم حفظوا أن يكون الموقع أكثر بكثير من نصب تذكاري وهو موقع تاريخي فعلي في نقل الأفارقة إلى المستعمرات البريطانية والفرنسية والإسبانية والهولندية والبرتغالية والأمريكتين، وبالتالي يصبحون أقل من الباحثين الناطقين بالإنكليزية.
بني البيت حوالي عام 1776، وكان المبنى  عبارة عن منزل في أوائل القرن التاسع عشر إلى امرأة من الطبقة الغنية المستعمرة السنغالية، امرأة تعمل بمجال التجارة، آنا كولاس بيبين. ويجادل الباحثون بأنه على الرغم من أن صاحب المنزل قد باع عددا صغيرا من العبيد (محفوظ في المبنى التي أعيد بناؤه الآن) وأبقى على عدد قليل من العبيد المحليين، كانت نقطة الانطلاق الفعلية تبعد 300 متر في حصن على الشاطئ. وقد تم استعادة المنزل منذ عام 1970. وعلى الرغم من أهمية جزيرة غوريه، فإن بعض المؤرخين ادعوا أن 26 ألفا فقط من الأفارقة المستعبدين تم تسجيلهم بعد مرورهم عبر الجزيرة، من عدد غير معروف من العبيد الذين تم تصديرهم من إفريقيا. وقد قال ندياي وأنصاره أن هناك أدلة بأن المبنى بني في الأساس لجمع أعداد كبيرة من العبيد، ولكي يصل إلى 15 مليون شخص مروا من خلال باب اللاعودة.
تقول الحسابات الأكاديمية، مثل العمل الإحصائي للمؤرخ فيليب د. كيرتين عام 1969، أن وسائل النقل القسري من غوريه بدأت حوالي 1670 ميلاديًا واستمرت حتى حوالي 1810 ميلاديًا، أكثر من 200 إلى 300 عبد في السنة في السنوات الهامة. تشير سجلات كيرتين لعام 1969 للإحصاءات التجارية إلى أن ما بين عام 1711 وعام 1810، 180 ألف إفريقي مستعبدين نقلوا من المواقع الفرنسية في سينيغامبيا، ومعظمهم ينقلون من سانت لويس وجيمس فورت في غامبيا الحديثة، أعلن مؤتمر تاريخي إفريقي في عام 1998 أن سجلات المنازل الفرنسية التجارية في نانت وثقت ماثة ألف عبد من غوريه على السفن المملوكة لنانت في عام واحد في القرن الثامن عشر. وقال المؤرخ رالف أوستن «لا يوجد حرفيا أي مؤرخ يعتقد أن بيت الرقيق هو ما يدعون كونه أو يعتقد أن غوريه كانت ذو دلالة إحصائية من حيث تجارة الرقيق». وقالت آنا لوسيا أروجو «انها ليست مكانًا حقيقيًا وأعداد الناس غير حقيقية».
حتى أولئك الذين يجادلون في أن غوريه لم تكن مهمة في تجارة الرقيق باعتبارها نصب تذكاري مهم للتجارة التي تم تنفيذها على نطاق أوسع من الموانئ في غانا وبنين الحديثة.

## السياحة
بيت العبيد هو جزء مركزي من موقع التراث العالمي لليونسكو في جزيرة غوريه، الذي سمي في عام 1978، ويوجد رسم رئيسي للسائحين الأجانب إلى السنغال. على بعد 20 دقيقة فقط بالعبّارة من وسط مدينة داكار، 200,000 زائر سنويا يمر من خلال المتحف هنا. كثيرون، لا سيما أولئك الذين ينحدرون من الأفارقة المستعبدين، يقومون بردود أفعال عاطفية للغاية في المكان، والتأثير المتفشي لتفسير ندياي للأهمية التاريخية للمبنى: وخاصة باب اللاعودة التي من خلالها ندياي جادل الملايين من الأفارقة المستعبدين الذين غادروا القارة اخر مرة. قبل وفاته في عام 2008، قام ندياي شخصيًا بجولات من خلال الخلايا القاعدية، من خلال باب اللاعودة، وحمل أغلال الحديد للسياح، مثل تلك المستخدمة لربط الأفارقة المستعبدين. منذ نشر رواية أليكس هيلي جذور: ملحمة عائلة أميركية في عام 1976، جعل السياح الأمريكيون من أصل إفريقي المتحف نقطة محورية، غالبا ما تكون عاطفتهم شديدة التحمل لزيارة المتحف على أمل إعادة التواصل مع تراثهم الإفريقي.
ومن أبرز زعماء العالم الذين زاروا بيت العبيد هو البابا يوحنا بولس الثاني، ونيلسون مانديلا، وباراك أوباما، كلهم توقفوا عن العمل. وأفيد بأن مانديلا خرج من جولة حيث جلس وحده في زنزانة قبو لمدة خمس دقائق معبرا عن زيارته في عام 1997. وقد قام أوباما بجولة بعنوان «باب اللاعودة» في زيارته في عام 2013.

## روابط خارجية
- Gorée : The Slave Island. BBC News. 8 July 2003.
- la Maison des Esclaves. Visite Virtuel d'Ile de Goree: UNESCO World Heritage Africa.
- Report on the Slave Trade Archives project, under the Memory of the World Programme, in Dakar, Senegal, 7-11 January 2002 Ahmed A. Bachr, UNESCO.
- UNESCO World Heritage site 26 (1978) listing: Goree Island.
- L'esclavage: Campagne internationale pour la sauvegarde du patrimoine architectural de l'île de Gorée. UNESCO (2001).